# Torrelles de Foix
Torrelles de Foix – gmina w Hiszpanii, w prowincji Barcelona, w Katalonii, o powierzchni 37,19 km². W 2011 roku gmina liczyła 2406 mieszkańców.